# CALLISTO
CALLISTO (Cooperative Action Leading to Launcher Innovation in Stage Toss-back Operations) は、ドイツ航空宇宙センター (DLR) とフランス国立宇宙研究センター (CNES)、日本の宇宙航空研究開発機構 (JAXA) が共同で開発する、単段式の再使用型ロケット実験機。将来の再使用型宇宙往還機 (RLV) の開発と運用において必要な技術の実証を目的としており、また再使用における運用コストの評価も行う。 最初の打ち上げは2026年度が予定されている。

## 概要

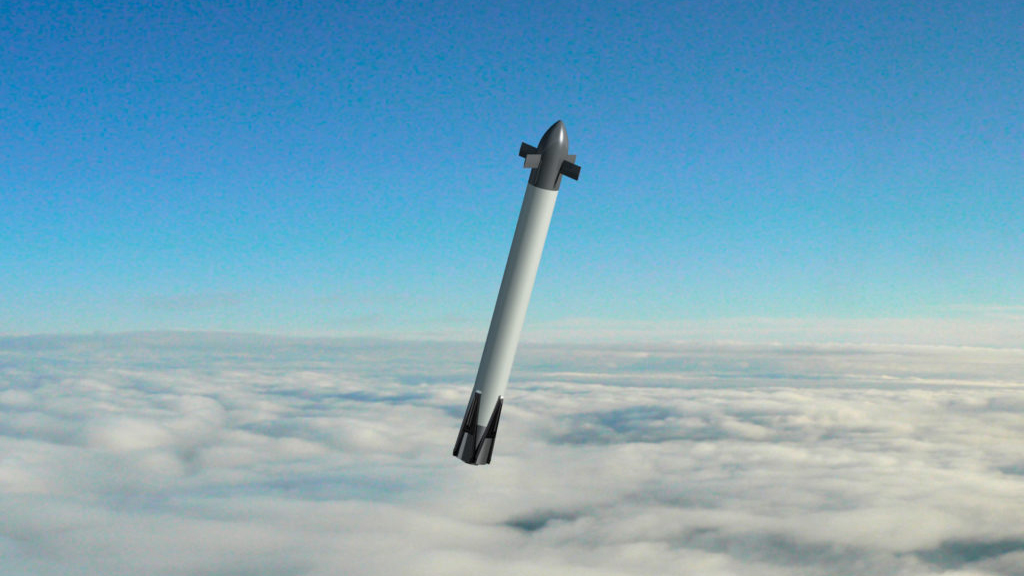
CALLISTO 計画

JAXAでは1998年から2007年にかけて再使用ロケット実験 (RVT) が、次いで2008年から2016年にかけて再使用観測ロケットの技術実証が行われた。この成果は、2016年から開始された高度100mの飛行実験機であるRV-Xへと引き継がれている。一方で、2017年3月には米国の民間企業スペースX社がファルコン9ロケットの1段目において、世界初となる再使用ロケットの実用化に成功した。こうした流れを受け、2017年6月に独仏日の宇宙機関が協定を締結して、共同で高度30kmの飛行を行う実験機CALLISTOの開発を行うことが決定された。
CALLISTOは液体酸素/液体水素を燃料とする1段式ロケットで、ロケットエンジンや後部胴体、液体酸素タンクをJAXAが、降着装置や液体水素タンク、機首部構造、空力舵面をDLRが、地上設備をCNESが分担する。打ち上げはCNESのギアナ宇宙センターで行う。 2020年度から開発が始まり、当初2022年度の打ち上げを目指していたが遅延しており、2024年現在では打ち上げは2026年度とされている。
JAXAはCALLISTOの成果を元に、将来の大型ロケットにおいて1段目再使用を行うかを検討する考えを示している。DLRやCNESも、ESAで並行して進めている再使用実験機Themisの成果と合わせて、再使用を行うかを検討するとしている。JAXAの総事業費は34億円と見込まれている。